# Helianthemum lasiocarpum
Helianthemum lasiocarpum är en solvändeväxtart som beskrevs av Henri Antoine Jacques och Herincq. Helianthemum lasiocarpum ingår i släktet solvändor, och familjen solvändeväxter. Inga underarter finns listade i Catalogue of Life.